# Сатпаєв (село, Улитауська область)
Сатпа́єв (каз. Сәтбаев) — село у складі Сатпаєвської міської адміністрації Улитауської області.
Населення — 155 осіб (2021; 248 у 2009, 407 у 1999, 412 у 1989).
Станом на 1989 рік село мало статус селища міського типу і знаходилось у підпорядкуванні Жезказганської міської ради, до 2024 року — у складі Жезказганської селищної адміністрації.